# Bug Hall
Brandon Hall, detto Bug (Fort Worth, 4 febbraio 1985), è un attore statunitense.

## Biografia
Brandon Hall, soprannominato "Bug", è conosciuto da quando negli anni novanta, ancora bambino, ha interpretato il ruolo di Alfalfa nel film del 1994 Piccole canaglie.
Per questa sua interpretazione Hall ha vinto un Young Artist Awards.
Successivamente Hall è apparso nel film di John Landis The Stupids.
Nel 1997 Hall ha ricevuto una nomination agli YoungStar Awards come miglior giovane attore nel film per la TV The Munsters' Scary Little Christmas.
Hall ha interpretato il ruolo di Adam Szalinski nel film Disney Tesoro, ci siamo ristretti anche noi.
Nel 1998 ha recitato nel film Pattuglia antiguai.
Da allora Bug Hall ha continuato ad apparire in diversi film come teenager e giovane adulto.
È apparso anche nel film Disney per la televisione del 2002 Lexi e il professore scomparso.
Hall vanta nella sua carriera anche numerose partecipazioni come Guest star in diverse note serie televisive.

## Filmografia

### Cinema
- Piccole canaglie (The Little Rascals), regia di Penelope Spheeris (1994)
- Una squadra di classe (The Big Green), regia di Holly Goldberg Sloan (1995)
- The Stupids, regia di John Landis (1996)
- Tesoro, ci siamo ristretti anche noi (Honey, We Shrunk Ourselves), regia di Dean Cundey (1997)
- Hercules, regia di John Musker e Ron Clements (1997) - voce
- Mel - Una tartaruga per amico (Mel), regia di Joey Travolta (1998)
- Skipped Parts, regia di Tamra Davis (2000)
- Arizona Summer, regia di Joey Travolta (2004)
- Il custode (Mortuary), regia di Tobe Hooper (2005)
- The Day the Earth Stopped, regia di C. Thomas Howell (2008)
- American Pie presenta: Il manuale del sesso (American Pie Presents: The Book of Love), regia di John Putch (2009)
- Camouflage, regia di Neil Palmer (2009)
- Fortress, regia di Mike Phillips (2012)
- Atlas Shrugged II: The Strike, regia di John Putch (2012)
- Karaoke Man, regia di Mike Petty (2012)
- Piccole canaglie alla riscossa (The Little Rascals Save the Day), regia di Alex Zamm (2014)
- Subterranea, regia di Mathew Miller (2015)
- Body High, regia di Joe Marklin (2015)
- The Shadow People, regia di Brian T. Jaynes (2017)
- North Blvd, regia di Amy Esacove (2018)
- Prime Time, regia di Dylan Ashton - cortometraggio (2019)
- This Is the Year, regia di David Henrie (2020)

### Televisione
- Tad, regia di Rob Thompson – film TV (1995)
- The Munsters' Scary Little Christmas – film TV (1996)
- Pattuglia antiguai (Safety Patrol) – film TV (1998)
- Kelly Kelly – serie TV, 7 episodi (1998)
- Providence – serie TV, 1 episodio (1999)
- Lexi e il professore scomparso (Get a Clue), regia di Maggie Greenwald – film TV (2002)
- Alla scoperta di mio padre – film TV (2003)
- Footsteps – film TV (2003)
- Squadra Med - Il coraggio delle donne (Strong Medicine) – serie TV, 1 episodio (2004)
- Streghe (Charmed) – serie TV, 1 episodio (2004)
- CSI - Scena del crimine (CSI: Crime Scene Investigation) – serie TV, 2 episodi (2004-2013)
- Cold Case - Delitti irrisolti (Cold Case) – serie TV, 1 episodio (2005)
- The O.C. – serie TV, 1 episodio (2006)
- Justice - Nel nome della legge (Justice) – serie TV, 1 episodio (2006)
- CSI: Miami – serie TV, 1 episodio (2006)
- Nikita – serie TV, 2 episodi (2010-2012)
- Saving Grace – serie TV, 1 episodio (2010)
- Criminal Minds – serie TV, 1 episodio (2011)
- Memphis Beat – serie TV, 1 episodio (2011)
- 90210 – serie TV, 1 episodio (2011)
- CSI: NY – serie TV, 1 episodio (2011)
- Masters of Sex – serie TV, 1 episodio (2013)
- Major Crimes – serie TV, 1 episodio (2013)
- Castle – serie TV, episodio 6x13 (2014)
- Revolution – serie TV, 3 episodi (2014)
- Harley and the Davidsons – serie TV, 3 episodi (2016)

## Doppiatori italiani
Nelle versioni in italiano delle opere in cui ha recitato, Bug Hall è stato doppiato da:
- Paolo Vivio in American Pie presenta: Il manuale del sesso, Castle
- Davide Perino in Piccole canaglie
- Domitilla D'Amico in Tesoro, ci siamo ristretti anche noi
- Ilaria Latini in Hercules
- Corrado Conforti in Streghe
- Giuliano Bonetto in CSI: Scena del crimine (ep. 5x01)
- Fabrizio De Flaviis in Cold Case - Delitti irrisolti
- Davide Lepore in CSI: Miami
- Luca Mannocci in Criminal Minds
- Alessandro Messina in CSI: NY